# Charles-Fortuné Guasco
Charles-Fortuné Guasco, né le 1er juin 1826 à Bastia et mort le 24 janvier 1869 à Dijon, est un peintre et professeur de dessin français.

## Biographie
Charles-Fortuné Guasco est le fils de Joseph Marie Guasco, propriétaire, et d'Octavie Marine Signaga.
Élève de Léon Cogniet, il concourt pour le prix de Rome en 1851.
Il devient professeur à l'école nationale supérieure d'art de Dijon.
Célibataire, il meurt à son domicile le 24 janvier 1869 à l'âge de 42 ans.